# Hot Issue
Hot Issue è il secondo EP del gruppo musicale sudcoreano Big Bang, pubblicato il 22 novembre 2007 dalla YG Entertainment.

## Tracce
1. Intro (Hot Issue) (feat. CL) – 1:23 (G-Dragon)
2. Fool (바보?, BaboLR) – 3:46 (G-Dragon)
3. G-Dragon – But I Love U – 4:15 (G-Dragon)
4. I Don't Understand – 4:06 (G-Dragon, Choi Pil-)
5. Crazy Dog – 3:40 (G-Dragon, Brave Brothers, Perry)
6. Last Farewell (마지막 인사?, Majimak InsaLR) – 3:52 (G-Dragon, Brave Brothers)